# Censor
För andra betydelser, se Censor (olika betydelser).
Censor var en ämbetsmannatitel under antikens Rom. De valdes vart fjärde, senare vart femte år. De två censorernas uppgifter var främst:
- registrering och taxering av medborgarna
- övervakning av moralen och bestraffningen i samband därmed
- revidering av listan över senatorerna
- uppgifter i samband med tullar och skatter

Censorerna såg till att folket betalade skatter och gjorde krigstjänst. De hade också uppgiften att uppta nya senatorer och avsätta de som ansågs ha misskött sig.
Efter 22 f.Kr. övertogs censorernas befogenheter av kejsaren, vilket starkt bidrog till enväldets införande då dessa omfattade rättigheter som att stöta ut senatorer på moralisk grund samt uppta nya senatorer.
Efter det att det romerska kungariket störtats och den tidiga republiken upprättats inrättades så småningom ämbetet censor år 443 f.Kr. Censorerna var, med vissa undantag, två. Till en början kunde enbart patricier inneha ämbetet, men år 351 f.Kr. innehade den första plebejen ämbetet. Det mesta tyder på att det var comitia centuriata som valde censorerna. Vanligen var det endast personer som tidigare tjänat som konsuler som kunde väljas till censorer. År 265 f.Kr instiftades en lag som förbjöd en person att väljas till censor mer än en gång, vilket dock ditintills inte hört till vanligheterna. Att vara censor var, med undantag för att tjäna som diktator, det mest ärofyllda uppdraget en person kunde inneha inom den romerska statsapparaten.
Censorernas uppdrag var från början endast begränsat till att övervaka Roms census. Kung Servius Tullius hade inrättat detta register (census) över de romerska medborgarna och deras tillhörigheter. Med tiden kom censorernas uppdrag även att omfatta att övervaka den så kallade regimem morum, alltså den allmänna moralen. Dessutom ansvarade censorerna för stora delar av statens finanser, vilket hade samband med att de övervakade censuset, som ju var grunden för beskattning av medborgarna.
I den romerska senrepubliken tappade censorerna allt mer i betydelse och makt. Det fanns perioder då det inte ens utsågs någon censor. I och med republikens fall och kejsardömets födelse kom censorernas ansvarsområden och befogenheter att övertas av de romerska kejsarna.